# Aristóbulo del Valle (Misiones)
Aristóbulo del Valle é uma cidade argentina da província de Misiones.
O município está situado no departamento Cainguás, entre os municípios de Dos de Mayo e Campo Grande do mesmo departamento, e tem limites com o município de 25 de Mayo do departamento homônimo e os de Garuhapé, Ruiz de Montoya e El Alcázar do departamento Libertador General San Martín.
O município conta com uma população de 20.683 habitantes, segundo o Censo do ano 2001 (INDEC).